# Ponte di Ariccia

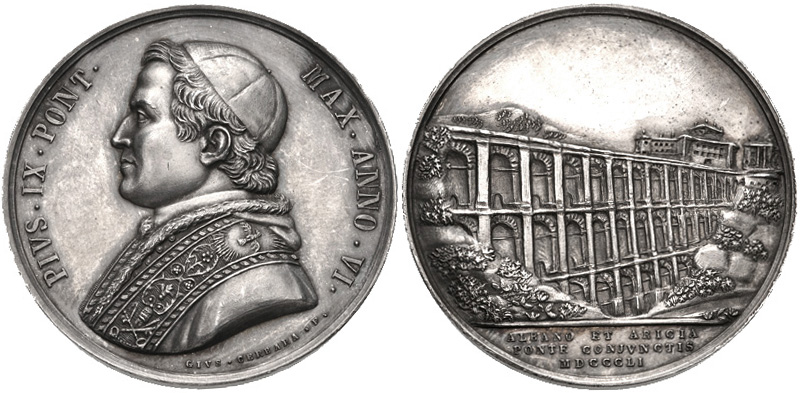
Medaglia emessa per l'inaugurazione del ponte (1851)

Il ponte di Ariccia è un monumentale viadotto stradale fra i chilometri 23 e 24 della strada statale 7 Via Appia, eretto con lo scopo di rettificare il tracciato della via Appia tra Albano Laziale ed Ariccia. Il ponte fu ultimato nel 1854 su progetto dell'ingegner Giuseppe Bertolini (1790 - 1855).

## Storia
La via Appia Antica, costruita nel 312 a.C., usciva da Roma e arrivava in corrispondenza dell'attuale Albano, seguita quasi fedelmente dal tracciato settecentesco attualmente utilizzato dalla strada statale omonima. Tuttavia la strada, per giungere alla sua prima statio, Aricia, scendeva alla fine dell'attuale abitato di Albano verso Vallericcia, risalendo poi in direzione dell'attuale abitato di Genzano di Roma attraverso un monumentale viadotto in peperino di cui oggi rimangono pochi resti. Con la caduta dell'Impero romano d'Occidente e l'inizio del Medioevo, la via Appia dopo gli ultimi interventi attuati dal re ostrogoto Teodorico, iniziò a decadere a causa dell'impantanare del tratto che attraversava le Paludi Pontine.
Fu solo papa Pio VI nel 1789 che ordinò, in concomitanza con l'intensificarsi dell'opera di bonifica delle Paludi, la rettifica della via Appia tra Roma e Terracina: venne così realizzata la via Appia Pignatelli, che conserva il suo nome nel suo primo tratto tra Roma e l'attuale statale. Il tracciato della strada arrivava ad Albano, dove ancora una volta i costruttori si posero il problema di come colmare il forte dislivello per raggiungere Ariccia: così venne deciso di non far passare per nulla la via Appia in Ariccia, realizzando una lunga deviazione di circa tre miglia attorno al crinale di Vallericcia, per portare l'Appia direttamente a Genzano.
Papa Gregorio XVI tuttavia, frequentatore abituale di tutte le località dei Castelli Romani, prese la decisione di modificare un'ultima e definitiva volta il tracciato dell'importantissima via Appia: ordinò la costruzione di viadotti stradali nell'accidentato tratto di strada tra il centro storico di Ariccia e Genzano di Roma, ma poiché morì non poté vedere che papa Pio IX nel 1847 incaricò, tramite il suo ministro Camillo Jacobini, l'architetto Giuseppe Bertolini di costruire il nuovo monumentale ponte di Ariccia. Giuseppe Bertolini, ispettore camerale, ne affidò la progettazione all'architetto Ireneo Aleandri - in quegli anni ingegnere della Delagazione Apostolica di Spoleto - riservandosi di eseguire la direzione dei lavori. Il Papa stesso visitò spesso personalmente i lavori che si effettuavano per la costruzione del ponte, che venne terminato nel 1853 e inaugurato dallo stesso pontefice il 12 ottobre 1854. Alle quattro teste del ponte vennero innalzate colonne di travertino che dovevano ricordare i miliari romani della via Appia Antica, su queste sono collocate le lapidi ricordanti il pontefice Pio IX, che fu appunto promotore dell'opera, il ministro del Commercio e Belle Arti Camillo Jacobini e l'architetto Giuseppe Bertolini. Il ponte andò a collocarsi nel contesto della scenografia monumentale concepita da Gian Lorenzo Bernini tra il 1661 ed il 1672 per la piazza di Corte di Ariccia.
Il 1º febbraio 1944 il ponte e il vicino torrione quadrangolare della parte settecentesca di Palazzo Chigi andarono distrutti nel bombardamento anglo-statunitense di Ariccia ed Albano Laziale. Fino alla sua ricostruzione, iniziata immediatamente, venne realizzato un percorso alternativo di guerra poco più a valle, che attraversava la macchia secolare ospitata all'interno del Parco Chigi. L'architetto Alessandro Batochi si occupò del restauro del ponte e dei cippi di travertino posti alle teste.
Nel 1967 si è verificato il crollo di una intera arcata centrale del ponte, che fu subito ricostruito ed oggi è pienamente praticabile. In una breve sequenza del film di guerra del 1968 "Lo sbarco di Anzio", appare il ponte con l'arcata ancora non riparata.
Il ponte di Ariccia si è meritato la tragica fama di ponte dei suicidi: infatti, forse per la sua considerevole altezza, è stato meta, nel corso degli anni, di numerosi suicidi. L'ANAS per evitare altri episodi del genere ha apposto nel 2000 delle barriere in tensostruttura lungo tutto il ponte.
A partire dal gennaio 2010 il ponte è chiuso al traffico pesante e alla sosta delle vetture per le operazioni di pulizia dei piloni effettuate in corda dagli operatori di Roma Sotterranea volte a favorire un successivo controllo di stabilità statica.
Il 17 novembre del 2022 finalmente il ponte storico della città è stato restaurato e riaperta la circolazione ai veicoli.